# Compton (West Sussex)
Compton – wieś w Anglii, w hrabstwie West Sussex, w dystrykcie Chichester. Leży 14 km na północny zachód od miasta Chichester i 84 km na południowy zachód od Londynu. W 2001 miejscowość liczyła 386 mieszkańców.